# Henry Valensi
Pour les articles homonymes, voir Valensi (homonymie).
Henry Valensi est un peintre, réalisateur, animateur et théoricien de l'art français né le 17 septembre 1883 à Alger et mort le 21 avril 1960 à Bailly.
Il est le fondateur du mouvement du musicalisme et l'auteur d'un unique film d'animation abstrait de « cinépeinture », La Symphonie printanière.

## Biographie
Henry Valensi commence d'abord à peindre les paysages solaires de son Algérie natale. Sa famille, qui s'installe en 1899 dans le 9e arrondissement de Paris, l'encourage dans sa passion naissante pour l'art pictural. Sur les conseils de Léon Bonnat, Valensi entre à l'Académie Julian en 1902 où il étudie la peinture sous la direction de Jules Lefebvre et de Tony Robert-Fleury.
Dès 1905, Étienne Dinet lui permet de faire sa première exposition au Salon des orientalistes. Il est alors encore influencé par l'impressionnisme, mais exprime le besoin de renouveler l'art pictural en libérant l'artiste de la vision purement objective que la pratique a cristallisé dans l'immobilisme. 
Valensi, qui a hérité de quoi vivre confortablement, se positionne du côté de la liberté et de l'indépendance totale en tournant le dos au marché de l'art, ce qui l'empêchera de se faire connaître. Il adhère à la Société des artistes indépendants et expose régulièrement chaque année à leur Salon à partir de 1908. 
Valensi voyage beaucoup en Europe et sur le pourtour du bassin méditerranéen. Ses paysages commencent à se transformer en intégrant  des éléments abstraits, au cours d'un voyage en Grèce, en 1909. Il ne s'intéresse plus dès lors qu'aux tentatives avant-gardistes, au mouvement et au dynamisme qu'il intègre dans son artpeinture a besoin. Il se lie à Filippo Tommaso Marinetti et les peintres futuristes avant de trouver sa propre voie, le musicalisme, dès 1913.
En 1910-1911, Jacques Villon et František Kupka l'introduisent auprès du rédacteur en chef de L'Assiette au beurre, revue satirique pour laquelle il fournira des dessins anticoloniaux, anticapitalistes, anticléricaux et antimilitaristes. 
En 1912, il gère et organise le Salon de la Section d'Or aux côtés de Jacques Villon, Pierre Dumont, Jean Metzinger, Albert Gleizes, Raymond Duchamp-Villon, Marcel Duchamp et Francis Picabia. A côté du "Nu descendant l'escalier " de Marcel Duchamp, Valensi accroche  "L'air autour que des scieurs de long"   que l'on trouve au Musée des Beaux Arts de Lyon 
À partir de 1913 il expose régulièrement dans divers salons en France comme à l'étranger. Valensi est aussi un grand voyageur avec une prédilection pour la Russie, et le bassin méditerranéen.
Exempté du service militaire pour raison médicale, Valensi s'engage pour la durée de la guerre le 2 septembre 1914 à Orléans dans une Section de commis et ouvriers d'administration. Il est réformé en mai 1916 pour des motifs médicaux qui lui valent l'attribution d'une pension d'invalidité en 1919. Une citation élogieuse attribuée par le général Gouraud le 9 octobre 1919, valant attribution de la croix de guerre 1914-1918, éclaire la nature de la participation de l'artiste au conflit : « envoyé aux Dardanelles comme soldat attaché ensuite comme peintre à l'état-major du Corps expéditionnaire, allant dans les tranchées prendre des scènes sur le vif, conservant toujours la plus belle tranquillité, s'est fait remarquer en maintes circonstances par sa bravoure ».
En 1932, Henry Valensi et trois autres peintres — Charles Blanc-Gatti, Gustave Bourgogne et Vito Stracquadaini — fondent l’Association des artistes musicalistes et organisent à Paris à la galerie Renaissance le premier des 23 Salons musicalistes. 
Selon ses théories, l'Art occupe une place prépondérante dans l'évolution de la conscience de Soi à travers les civilisations.  Parce qu'elle est science, rythme et dynamisme, la musique devient au XXe siècle l'art le plus à même d'exprimer les nuances et les subtilités de l'âme humaine. Le son comme  la couleur sont  vibrations de matière, le peintre musicaliste est celui qui utilise sa matière d'art (la couleur, le trait, les formes) pour créer subjectivement une « musique » de couleur sur sa toile.  
Valensi considère que la dernière étape de l'évolution de l'art pictural consiste à introduire le mouvement réel dans l'espace de la toile, ce qui débouche sur la « cinépeinture », réalisée par des « cinépeintres ». À partir de 1936, Valensi travaille quasiment seul, avec une camera installée sur un banc-titre dans une chambre de bonne lui servant de studio, à l'élaboration d'un film d'animation abstrait de 30 minutes en couleur qu'il achèvera en 1959, La Symphonie printanière, lui nécessitant 64 000 dessins, d'après un tableau peint en 1932,.

## Le théoricien
Théoricien de renom, Henry Valensi a publié de nombreux écrits sur l’évolution des arts et leur rapport à la matérialité. Il parle de matière d'art : le son est la matière du compositeur, la couleur celle du peintre, les mots, celle du littérateur, la pierre ou le marbre, etc. celle du sculpteur. Les cinq arts que Valensi dénombre sont l’architecture, la sculpture, la peinture, la littérature — incluant la poésie — et la musique — incluant la danse. À travers l'histoire, ces arts respectifs sont régis par les principes d’un art dominant, qui perd de sa matérialité au fur et à mesure que l’on avance dans le temps : l’artiste définit ce phénomène comme « la Loi des Prédominances ». Dans cette logique appelée « Art-Un », Valensi conçoit une histoire des arts de l’Occident et de la Méditerranée évolutionniste, dominée par les règles artistiques de la façon suivante : 
- tous les arts sous l’Antiquité égyptienne sont dominés par les principes de l’architecture, à savoir le massif, le colossal et la rigidité ;
- sous l’Antiquité Gréco-romaine, l’architecture laisse place à la sculpture. Réalisme, tridimensionnalité, précision géométrique, légèreté font évoluer tous les canons artistiques ;
- pendant le Moyen Âge et la Renaissance, la peinture devient l’art dominant. La couleur et l’expressivité transforment la sculpture, l’architecture mais également la littérature et la musique ;
- à partir de la fin du XVIe siècle jusqu’au milieu du XIXe siècle, les principes artistiques sont soumis à la littérature. La représentation de figures allégoriques et la multiplication des sources littéraires dominent les académies. La majorité des tableaux à thèmes mythologique, littéraire ou historicisant datent pour la plupart d’entre eux, de cette période[9] ;
- c’est à la fin du XIXe siècle que Valensi voit naître une certaine « musicalisation » ou abstraction des arts. Il considère Stéphane Mallarmé comme le premier poète musicaliste : « Mallarmé le recueillit [le mot] et l’ayant musicalisé lui donna de nouveaux sens symboliques[10] » ;
- dans l'esprit de Valensi, le mouvement musicaliste tend à incarner pleinement cette nouvelle ère qui va vers la légèreté, la fluidité, par l'abstraction-musicalisation de tous les  arts, mais aussi de toute la pensée. Le manifeste des « Artistes musicalistes » a vu le jour le 17 avril 1932, publié pour la première fois dans le journal Comœdia. La peinture musicaliste est représentative, dans ses principes esthétiques, de la musicalisation des arts : ces derniers se définissent par l’introduction des propriétés musicales dans la plasticité picturale, à savoir le mouvement, le rythme et l’espace-temps ; la couleur est une vibration qui ne se distingue du son que par sa longueur d'onde ;
- Valensi considère qu'il peint dans un état d'esprit similaire à celui du compositeur, il orchestre ses couleurs sur la toile et nomme symphonies, préludes ou fugues celles de ses œuvres qu'il considère abouties.

Dans les années 1910, la pensée artistique est considérablement imprégnée par la révolution technique, découvrant ainsi de nouvelles formes plastiques et spatiales. Nombreux sont les peintres qui, bien qu’ayant bénéficié d’une formation académique, cherchent à représenter ces nouvelles formes de réalité : les cubistes, les futuristes et les musicalistes menés par Henry Valensi. La théorie du musicalisme voit le jour dans un monde où le rapport à l’image change complètement, où l’art s’imprègne de ces nouvelles formes de réalité que sont la machine, le mouvement ou la réalité de la matière (support, couleurs). La mise en forme la plus aboutie de cette « musicalisation » consiste non plus à suggérer le rythme et le mouvement mais à leur donner une plasticité réelle. La technique du cinéma, âgée d’à peine 40 ans lorsque Valensi entame la création de sa peinture en mouvement, également dite « cinépeinture », représente le moyen idéal d’insérer le mouvement et par ailleurs de donner une forme plastique à cette quatrième dimension qu’est le temps. Valensi refuse d'alimenter le débat qui fait alors rage autour de lui entre art et industrie, il considére que sa cinépeinture représente le parfait mariage entre l’art, l’industrie et les sciences, et une version aboutie de l'« Art-Un » souhaité par tous alors. Pour lui, l'Art-Un est le nom à donner au collectif des arts, c'est-à-dire un art global, régi alternativement par chacun de ses membres : ainsi  au XXe siècle, l'Art(-Un) est  guidé, régi, plus que dominé, par les principes de la musique.

## LaSymphonie printanière
Les premiers essais de la production du film d'animation de « cinépeinture » la Symphonie printanière datent de 1936, bien que l’idée soit plus ancienne. Lorsque Valensi peint le tableau éponyme en 1932, il prévoit l’introduction du mouvement dans la peinture. Les premiers essais réussis de film trichrome datent de 1922, réalisés en Kodachrome aux États-Unis, mais il aura fallu plus de dix ans pour voir leur commercialisation. C’est donc en 1936 que Valensi, équipé de deux caméras Pathé datant d’environ 1925, ainsi que d’un projecteur datant de la même époque, entame la réalisation de ce film « cinépeint ». Les scènes, mêlant compositions abstraites et éléments figuratifs, sont peintes à l’huile sur des celluloïds, et filmées directement. Les éléments mobiles sont engendrés par la superposition de celluloïds découpés à même la forme souhaitée. Valensi réalise essentiellement seul l’ensemble du film, en dehors des dernières scènes auxquelles collabore son élève Christiane Vincent-La Force, peintre musicaliste de 40 ans sa cadette, galeriste et mémoire vivante de l’artiste. L’ensemble des archives graphiques du film (esquisses sur papier et celluloïds peints) sont conservées aux archives françaises du film du Centre national du cinéma et de l'image animée à Bois-d’Arcy. Les éléments sur pellicule, développée par le laboratoire GTC de Joinville-le-Pont, sont conservés au studio Digimage à Montrouge.
La Symphonie printanière se compose, telle une symphonie musicale, de cinq parties : un prélude, trois mouvements et une finale. L’organisation du film mêle déroulement chronologique et thématique : le prélude correspondant à la fin de l’hiver et la finale au solstice d’été. Les trois mouvements successifs renvoient, dans l’ordre, au ciel, à la nature et à la vie, incarnée par l’amour. Ainsi, la Symphonie printanière réunit les propriétés de la peinture avec celles de la musique (mouvement, rythme) et de la littérature, la composition répondant à un registre narratif. On dénombre quelques éléments figuratifs comme l’éclosion florale ou les personnages masculins et féminins du troisième mouvement. Néanmoins, il résulte de la Symphonie printanière une composition généralement abstraite, les couleurs traduisant le rendu émotionnel. Valensi, passionné de psychophysique, s’est beaucoup penché le long de sa carrière sur l’étude de la couleur en tant qu’émission de vibrations, les vibrations produisant un impact sur la psyché humaine. Les sept couleurs de l’arc-en-ciel expriment chacune un sentiment et génèrent une énergie plus ou moins intense. L'ordre dans lequel les couleurs sont classées en fonction de l’énergie qu’elles diffusent, ainsi que le sentiment qu’elles véhiculent dans le langage plastique de Valensi est le suivant : le rouge renvoie au dynamisme, l'orangé à l’euphorie, le jaune à la joie, le vert à l’espoir, le bleu au calme et enfin l'indigo et le violet à la mélancolie. Les couleurs traduisent les différentes actions du film « cinépeint ».
Une copie de La Symphonie printanière a été acquise en mars 2013 par le musée national d'Art moderne à Paris.

## Postérité
La vie et l'œuvre d'Henry Valensi sont retracées dans l'ouvrage de Marie Talon, Henry Valensi, l'heure est venue… (Yvelinédition, 2013), commandité par les ayants droit du peintre, écrit sous la forme d'un dialogue imaginaire, qui retrace l'histoire de l'avant-garde artistique parisienne, avec de nombreux documents d'archives inédits.
En 2013, sept des tableaux qu'il avait légués à l'État, ainsi que le film de cinépeinture La Symphonie printanière, ont été présentés au musée national d'Art moderne à Paris du 23 octobre 2013 au 5 janvier 2015 dans le cadre de l'accrochage des collections « Modernités plurielles ». 
En 2014, Benoît Sapiro et Alain Le Gaillard exposent des tableaux et des éléments du film de Valensi dans leurs galeries respectives, rue des beaux-arts et rue Mazarine à Paris.
L'Association Henry Valensi, composée d'ayants droit de l'artiste, gère et promeut son œuvre depuis 2013.
Depuis 2021, le musée de l'Armée a acquis plusieurs de ses œuvres pour documenter l'art en temps de guerre, notamment La Marche des Alliés, Le Débarquement ou encore La Nouvelle Espérance, étude n°3